# Саркисян, Альберт Эльвадикович
Альбе́рт Эльва́дикович Саркися́н (арм. Ալբերտ Էլվադիկի Սարգսյան; 15 мая 1975, Нальчик, Кабардино-Балкарская АССР, РСФСР, СССР) — российский и армянский футболист, полузащитник.

## Карьера

### Клубная
Наибольших успехов добился играя в составе московского «Локомотива».

### В сборной
Родившись не в Армении, Саркисян, как и многие игроки, получил предложение от Федерации футбола Армении получить гражданство Армении и выступать в составе национальной сборной. Дав положительный ответ, дебютировал в сборной 7 мая 1997 года против украинской сборной в Киеве. За сборную Армении провёл 33 матча, забил 3 мяча. Причём все три мяча забил в ворота сборной Украины.

## Достижения
«Локомотив» (Москва)
командные:
- Серебряный призёр чемпионата России (3): 1999, 2000, 2001.
- Бронзовый призёр чемпионата России: 1998.
- Обладатель кубка России (2): 1999/00, 2000/01.
- Финалист кубка России: 1997/98.
- Полуфиналист кубка обладателей кубков УЕФА (2): 1997/98, 1998/99.

личные:
- В списке 33-х лучших футболистов России: № 2 — 1999.

 «Атырау»
- Обладатель кубка Казахстана: 2009.